# Chiesa di Santa Caterina a Gricigliana
La chiesa di Santa Caterina a Gricigliana è un edificio religioso nel comune di Cantagallo, in provincia di Prato.
Poco lontano da essa, seguendo una strada vicinale, si trova il piccolo Cimitero di Gricigliana, nel quale è presente una cappella in avanzato stato di abbandono.

## Storia
La chiesa, di origine duecentesca, fu edificata inizialmente come una cappella dedicata a S. Bernardo (secondo altre fonti a S. Donnino) in una posizione diversa da quella attuale. 
La chiesa è citata in due documenti del 1354 e del 1409 nei quali era già stata posta sotto la protezione di S. Caterina. Sappiamo che in quegli anni essa era compresa nel piviere di Usella e nella mensa vescovile di Prato.
Nella visita pastorale dell'8 giugno 1758, il vescovo Federico Alamanni decise di far ricostruire la chiesa su un terreno più sicuro, in modo da migliorarne anche l'aspetto esteriore e l'accessibilità. Il progetto fu posto nelle mani del maestro muratore pratese Stefano del fu maestro Filippo di Rigo, che in quegli stessi anni stava lavorando al palazzo della Biblioteca Roncioniana. Francesco Maria e Anton Francesco Arrighi si occuparono del disegno e della realizzazione degli altari interni. L'edificio fu terminato nel 1761.
La parrocchia fece parte della diocesi di Pistoia fino al 1975, poi di quella di Prato fino al 1984, anno in cui venne soppressa in seguito all'Accordo di Villa Madama. Da quel momento il titolo e la sede parrocchiale sono stati trasferiti nella più moderna e popolata località di Carmignanello, in una piccola chiesa edificata nel 1939.

### Condizioni attuali
Con l'avvento del XXI secolo, la chiesa è caduta in stato di abbandono.
Nel 2014 sono stati avviati dei lavori di ristrutturazione e di stabilizzazione, per cercare di limitare il pericolo di crollo causato dal terreno sottostante che continua a sprofondare.